# Osmã Nuri Paxá
Osman Nuri Paşa (Osman Nuri Paxá), também conhecido como Gazi Osman Paşa (5 de abril de 1832 - 1900) foi um militar turco do Império Otomano, que comandou o Exército durante a Guerra da Crimeia.